# Yamaha MT-01
La MT-01 è una motocicletta prodotta da Yamaha dal 2005 al 2012, disponibile in Australia, Europa, India, Giappone ed America del Nord.

## Il contesto
Ha caratteristiche insolite con un motore stile cruiser da 1.670 cc raffreddato ad aria, valvole in testa, motore V-twin ma con telaio e sospensioni stile naked.
Il motore è derivato dalla Yamaha Warrior XV1700 ma modificato per lo scopo, mentre le forcelle e freni sono derivati dalla Yamaha R1 2004-2005.
Originariamente presentata come una concept bike al Motor Show di Tokyo nel 1999, il forte interesse da parte del pubblico per il veicolo ha spinto Yamaha a produrre il modello di serie, che fu presentato nel 2005.